# Ugi-Buchwald-Hartwig-reactie
De Ugi-Buchwald-Hartwig-reactie is een van de Ugi-reactie afgeleide multicomponentreactie, waarbij een isocyanide, een carbonzuur, een amine en een ortho-gehalogeneerd benzaldehydederivaat met elkaar reageren tot een intermediair, dat vervolgens een intramoleculaire Buchwald-Hartwig-aminering kan ondergaan. Hierdoor kunnen indolonderivaten gevormd worden:
De koppelingsreactie van het amine met het aryljodide wordt gekatalyseerd door een complex van palladium: tris(dibenzylideenaceton)dipalladium(0). 